# Shuttle Radar Topography Mission

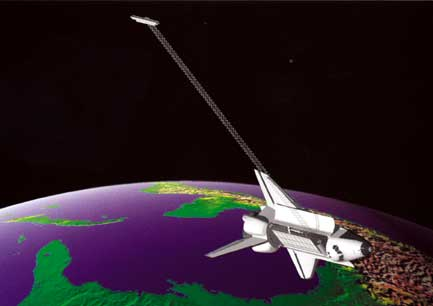
Prom kosmiczny Endeavour z rozłożonym masztem podczas zbierania danych na potrzeby misji SRTM

Shuttle Radar Topography Mission (SRTM) – międzynarodowa misja przeprowadzona przez agencje kosmiczne Stanów Zjednoczonych (NASA), Niemiec (DLR) oraz Włoch (ASI), której celem było zebranie z pokładu promu kosmicznego Endeavour danych do opracowania numerycznych modeli terenu (NMT) lądow znajdujących się pomiędzy 56° szerokości geograficznej południowej a 60° równoleżnikiem szerokości geograficznej północnej. Rezultatem tej misji jest sukcesywnie publikowany od 2001 do 2004 NMT, powszechnie znanych jako SRTM. Była to pierwsza tego typu misja, która dostarczyła tak szczegółowy i jednorodny pod względem dokładności NMT dla niemalże 80% lądów Ziemi. Misja SRTM była pierwszym przypadkiem wykorzystania metody interferometrii radarowej, jednoprzebiegowej w celu pozyskania NMT z orbity okołoziemskiej.

## Przebieg misji

### Początki interferometrii SAR w kosmosie
Pozyskiwanie danych radarowych za pomocą metody Synthetic Aperture Radar (SAR) z orbity okołoziemskiej po raz pierwszy podjęto podczas amerykańskiej misji SEASAT w 1978 roku. Od tego czasu na orbicie pojawiało się szereg podobnych programów kosmicznych takich jak np. kanadyjski Radarsat, europejskie ERS-1 i ERS-2 czy japoński JERS-1). Zbierane przez nie dane wykorzystywano m.in. do opracowywania NMT. Do tego celu wykorzystywano technologię interferometrii dwuprzebiegowej, która charakteryzuje się niższą dokładnością.
Systemy przeznaczone do zbierania danych interferometrycznych z kosmosu rozwijane były głównie przez NASA. Już w 1981 roku na pokładzie promu kosmicznego zainstalowano testowy radar SIR-A (ang. Shuttle Imaging Radar) działający w paśmie L (długość fali 23,5 cm) promieniowania mikrofalowego. Kolejnym etapem ewolucji kosmicznych systemów radarowych było umieszczenie w 1986 roku na pokładzie promu kosmicznego Challenger radaru SIR-B. Innowacją w tym przypadku była emisja spolaryzowanego sygnału, a także składana antena, mogąca kierować fale radarowe odchylone nawet do 60º od nadiru. Ostatnim etapem ewolucji był radar SIR-C zwany później SIR-C/X-SAR. Został on opracowany wspólnie przez NASA i JPL (Jet Propulsion Laboratory), a także DLR (Deutsches Zentrum für Luft- und Raumfahrt) oraz ASI (Agenzia Spaziale Italiana). Radar ten wykorzystywał dwa pasma mikrofalowe – X (3,1 cm) oraz C (5,6 cm). Instrument ten zainstalowano na pokładzie promu kosmicznego dwukrotnie – w kwietniu i październiku 1996 roku. Okazał się na tyle sprawny, że został on zaadaptowany do misji SRTM.

### Przygotowania do misji
Bezpośrednie przygotowania do misji SRTM rozpoczęły się już w sierpniu 1996 roku. W pracach brały udział agencje kosmiczne Stanów Zjednoczonych (NASA), Niemiec (DLR) oraz Włoch (ASI). W ramach NASA większość prac realizowano w JPL. W projekcie brała ponadto udział amerykańska Narodowa Agencja Wywiadu Geoprzestrzennego (NGA). Przystępując do szczegółowego planowania misji SRTM, wyżej wymienione instytucje jako główny cel określiły pozyskanie jednolitego numerycznego modelu terenu o rozdzielczości terenowej 1˝ dla obszarów lądowych znajdujących się pomiędzy równoleżnikami 60ºN i 56ºS. Założono, że wynikowy NMT miał charakteryzować się błędem wysokości nie przekraczającym +/- 16 metrów (na poziomie 90% ufności). Jak pokazały doświadczenia przeprowadzane na systemie SIR-C, wykorzystanie interferometrii dwuprzebiegowej nie pozwoliłoby sprostać tym wymaganiom. Dlatego zdecydowano się wykorzystać interferometrię jednoprzebiegową. W tym celu prom kosmiczny Endeavour wyposażono w ramię o długości 60 metrów, na którego końcu zainstalowano anteny odbiorcze dla obu pasm X i C. Na pokładzie promu znalazły się natomiast anteny zarówno nadawcze i odbiorcze.

### Zbieranie danych
Najważniejszą i jednocześnie najtrudniejszą częścią projektu SRTM było samo zebranie danych wysokościowych. Zadanie to powierzono sześciu astronautom na pokładzie amerykańskiego promu kosmicznego Endeavour w ramach misji STS-99. Lot rozpoczął się na Florydzie 11 lutego 2000 roku o godzinie 12:44 czasu lokalnego. Po starcie prom ustawiony został na orbicie o inklinacji 57º na wysokości 233 km na Ziemią. Zbieranie danych wymagało od załogi bardzo dużej precyzji i ostrożności, gdyż misja została zaplanowana w najmniejszych szczegółach, tak że w razie błędu maszyny lub człowieka nie było możliwości jej wydłużenia w celu ponownego zebrania danych.
Pierwsze 12 godzin na orbicie przeznaczono na rozłożenie masztu oraz przygotowanie systemu do zbierania danych. Samo zbieranie trwało 10 dni i wymagało 149 okrążeń Ziemi. Dane zapisywane były z prędkością 45 Mb/s na specjalnych nośnikach pamięci. Równocześnie położenie promu było precyzyjnie monitorowane z pięciu stacji naziemnych położonych w Stanach Zjednoczonych (3) oraz Australii i Niemczech (po jednej). Razem, w czasie całej misji STS-99, zebrano ponad 12 terabajtów danych. Dane pokrywały 99,94% zakładanego obszaru, przy czym 94,59% tego obszaru zobrazowano przynajmniej 2 razy, zaś 50% przynajmniej 3 razy. 0,06% niezobrazowanego obszaru położone było w Stanach Zjednoczonych i zostało później uzupełnione innymi danymi.
Prom Endeavour powrócił na Ziemię 22 lutego 2000 roku o godzinie 6:22. Zaraz po zakończeniu misji STS-99 wszystkie taśmy (łącznie ponad 300 nośników) zostały przekazane do skomplikowanej i wieloetapowej obróbki. Przetwarzanie danych trwało 18 miesięcy, co pozwoliło na ogłoszenie w sierpniu 2001 roku zakończenia misji SRTM i umieszczenie w internecie danych z pasma C.

## Druga wersja danych

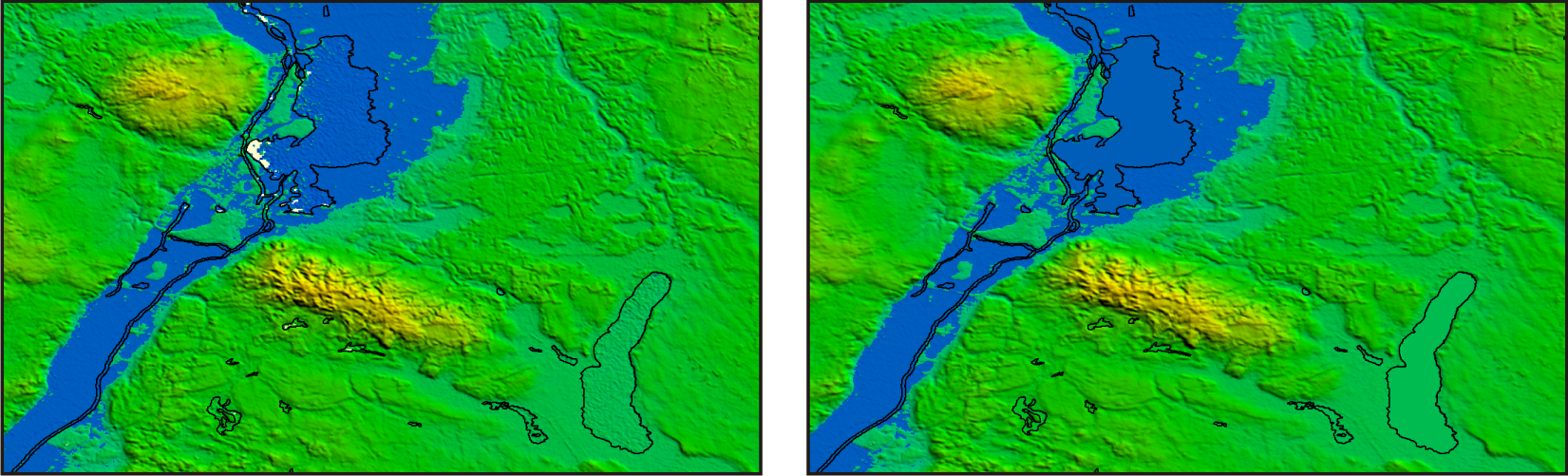
Porównanie 1 i 2 wersji danych dla okolic Szczecina

Choć wynikowe dane charakteryzowały się z reguły dość dobrą dokładnością, to na obszarach zbiorników wodnych i terenach górzystych ich jakość była wyraźnie niższa. Aby poprawić ten stan rzeczy, krótko po opublikowaniu danych NASA zleciła opracowanie drugiej wersji modelu SRTM, który udostępniono w lipcu 2004 roku na tych samych warunkach, co wersję pierwszą. Zmiany w wersji drugiej to:
- opracowanie maski dla oceanów, mórz oraz większych jezior, rzek i innych zbiorników wodnych (tj. wyrównanie ich powierzchni),
- zdefiniowanie wysokości brzegu na poziomie co najmniej o 1 metr wyżej niż wysokość zbiornika wodnego,
- wypełnienie tzw. luk danych (ang. data voids) o wielkości poniżej 16 pikseli,
- redukcja błędów losowych (błędów dotyczących pojedynczych pikseli)[5].

## Produkty misji

### Ogólna charakterystyka
Wysokości w SRTM-C odniesione są do geoidy EGM-96, natomiast położenie pikseli zapisane jest względem elipsoidy WGS 84. Wysokości w SRTM-X odniesione są do elipsoidy WGS 84. Pliki posegregowane są w folderach według kontynentów, a ich nazwa odnosi się do współrzędnych geograficznych południowo-zachodniego rogu danego rastra. Przykładowo, współrzędne dla pliku n52e20.hgt to 52°N i 20°E.

### SRTM-C (1")
- opis: rastrowy numeryczny model terenu o rozdzielczości 1˝ zebrany przy użyciu pasma C,
- odpłatność: bezpłatne dla Stanów Zjednoczonych; niedostępny dla innych obszarów (z uwagi na bezpieczeństwo USA),
- format plików: HGT (16-bitowy raster, (rzędne zaokrąglona do pełnego metra),
- pokrycie przestrzenne jednego pliku: 1° x 1°,
- pokrycie przestrzenne całego zbioru: obszar ograniczony równoleżnikami 56°S i 60°N[6].

### SRTM-X (1")
- opis: rastrowy numeryczny model terenu o rozdzielczości terenowej 1˝ zebrany przy użyciu pasma X; w maju 2011 roku niemiecka agencja DLR zdecydowała się na udostępnienie tych danych bezpłatnie[7];
- odpłatność: 1€/km², bezpłatne do celów naukowych,
- format plików: HGT,
- pokrycie przestrzenne jednego pliku: 15' x 15',
- pokrycie przestrzenne całego zbioru: 40% obszaru ograniczonego równoleżnikami 56°S i 60°N (mniejsze pokrycie wynika z faktu, że dane zbierane były w pasie o szerokości 50 km, a nie 225 km, jak w przypadku pasma C)[6].

### SRTM-C (3")
- opis: rastrowy numeryczny model terenu rozdzielczości terenowej 3˝ pozyskany przy użyciu pasma C (poprzez uśrednianie/decymację modelu SRTM-C (1"),
- odpłatność: bezpłatne,
- format plików: HGT,
- pokrycie przestrzenne jednego pliku: 1° x 1°,
- pokrycie przestrzenne całego zbioru: obszar ograniczony równoleżnikami 56°S i 60°N[6].

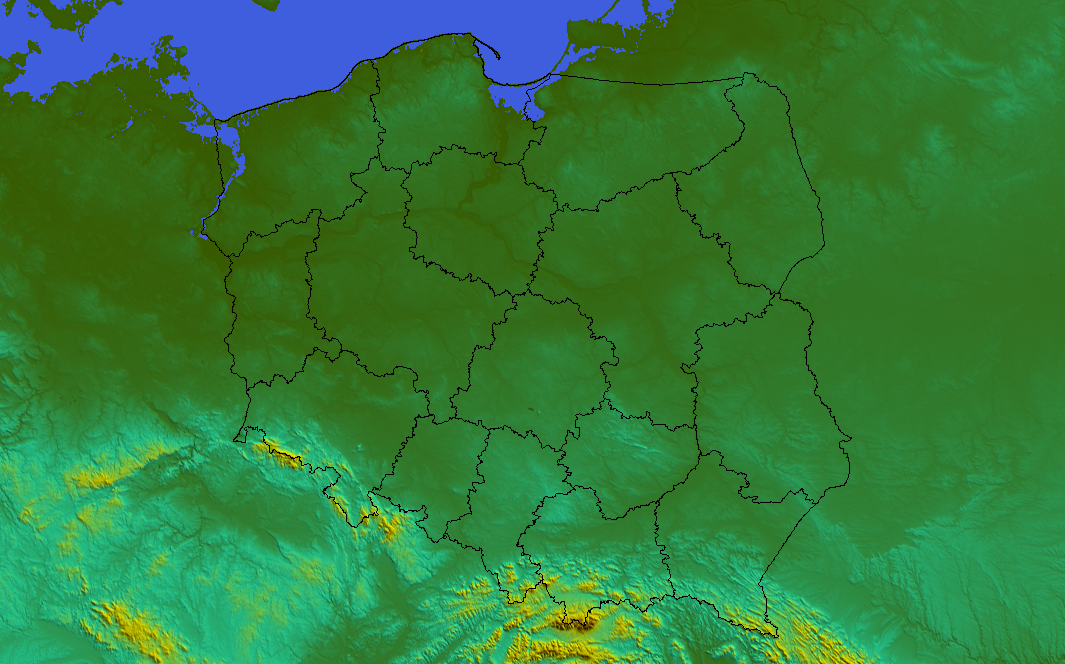
Wizualizacja danych SRTM-30 dla obszaru Polski

### SRTM-C (30")
- opis: rastrowy numeryczny model terenu o rozdzielczości terenowej 30˝ uzyskany poprzez uśrednienie wysokości pikseli SRTM-C (3"),
- odpłatność: bezpłatne,
- format plików: DEM, GIF, JPEG,
- pokrycie przestrzenne jednego pliku: 40° x 50°,
- pokrycie przestrzenne całego zbioru: cała Ziemia[6].
- Uwaga SRTM-C (30") został włączony do modelu GTOPO-30.

### SRTM Water Body Dataset (SWBD)
- opis: wektorowe dane definiujące zbiorniki wodne, których powierzchnia została wyrównana w drugiej wersji modelu SRTM,
- odpłatność: bezpłatne,
- format plików: SHP,
- pokrycie przestrzenne jednego pliku: 1° x 1°,
- pokrycie przestrzenne całego zbioru: obszar ograniczony równoleżnikami 56°S i 60°N[6].

## Charakterystyka danych SRTM

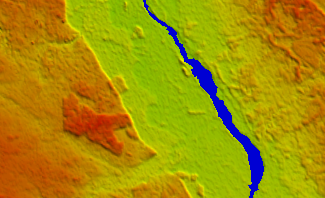
Przykład uwzględnienia pokrycia terenu (Lasu Kabackiego i Natolińskiego w Warszawie) w modelu SRTM-3

Według oficjalnej specyfikacji misji na poziomie prawdopodobieństwa 90% na obszarze Europy dane wysokościowe SRTM-1 charakteryzuje dokładność pionowa 6,2 metra dla wysokości bezwzględnej oraz 8,7 metra dla wysokości względnej. Błąd geolokacji jest na poziomie 8,8 metra. Badania stwierdziły także istnienie błędu długofalowego (tj. stałego na obszarze pokrytego przez przynajmniej jeden plik). Dla Europy wynosi on + 2,6 metra, co oznacza, że dane SRTM na ogół nieznacznie zawyżają wysokości. Wymienione wartości różnią się w zależności od kontynentu, ale wszędzie są wyraźnie niższe niż zakładane NASA normy (+/- 16 metrów). Powyższe obliczenia nie dotyczą terenów zalesionych i zabudowanych. Jako że model SRTM uwzględnia pokrywę roślinną i zabudowę, dokładność danych na tego typu obszarach może okazać się wyraźnie niższa.
Badania nad jakością i dokładnością danych SRTM przeprowadzane w Polsce i za granicą wykazały ponadto, że:
- błąd danych jest wprost proporcjonalny do spadku terenu[9][10][11][12];
- błąd jest także zależny od ekspozycji stoku[9][12];
- błąd systematyczny w Polsce wynosi + 3,7 metra[10];
- średnia kwadratowa błędu dla obszaru Polski na terenach rolniczych wynosi 1,6-5,9 m, na terenie zabudowanym – 2,2-6,0 m, i 3,7-7,2 m w lasach[11];
- dla pojedynczych pikseli błąd wysokości może wynosić nawet ponad 1000 metrów[13];
- szczegółowość danych SRTM-3 odpowiada w przybliżeniu skali 1:200 000[12],
- odchylenie standardowe błędu instrumentalnego SRTM wynosi 1,55 m, resztę stanowią błędy wywołane spadkiem terenu (nieliniowo zależny od spadku) oraz błędy systematyczne wywołane pokrywą terenu[14].
- na terenach równinnych dokładność danych SRTM-3 bywa lepsza niż SRTM-1 (co wynika z redukcji błędu losowego przy zmniejszaniu rozdzielczości danych)[15];
- faktyczna szczegółowość danych SRTM-1 wynosi nie 1˝, lecz 2˝[15];
- dane SRTM dobrze nadają się do analiz przestrzennych (tj. np. do generowania map spadków, średnich wysokości, deniwelacji itp.) przy średnim spadku terenu przekraczającym 5%[15];

## Wykorzystanie danych SRTM
Numeryczne modele terenu SRTM są podstawowym źródłem danych wysokościowych dla aplikacji Google Earth oraz NASA World Wind. Umożliwiają one m.in. wyświetlanie rzeźby w widoku trójwymiarowym. Są także często wykorzystywane do generowania cieniowania terenu. Przykładem takiego zastosowania mogą być m.in. spore fragmenty danych Google Maps, Yahoo Maps czy OpenStreetMap (także dla obszaru Polski). Modele SRTM są także szeroko wykorzystywane do badań naukowych. Przykładem mogą być m.in.:
- badania potencjału energii wiatrowej[16],
- analizy geomorfometryczne[15],
- analizy hydrologiczne[17],
- obliczanie biomasy, badanie roślinności[18].